# Olivera del Mas Genesta
L'Olivera del Mas Genesta (Olea europaea var. europaea) és un arbre que es troba a Vall-llobrega (el Baix Empordà), el qual és, sens dubte, l'olivera més gruixuda de les comarques del nord-est català i només superada per alguna de les oliveres fargues d'Ulldecona i per Lo Parot, d'Horta de Sant Joan.

## Dades descriptives
- Perímetre del tronc a 1,30 m: 8,77 m.
- Perímetre de la base del tronc: 12,64 m.
- Alçada: 10,41 m.
- Amplada de la capçada: 14,07 m.
- Altitud sobre el nivell del mar: 714 m.[1]

## Entorn
Es troba darrere de la tanca infranquejable del Mas Genesta. L'olivera és en un extrem dels conreus, que són majoritàriament de fruites: oliveres, presseguers, pomeres, figueres i avellaners. La vegetació espontània està formada per prats secs diversos, sobretot gramenets acompanyats de blet blanc, fonoll, pastanaga borda, escabiosa borda, alfals escapat, carlina silvestre, card negre, amarant, olivarda i estepa crespa. Pel que fa a la fauna, hi ha talpons, caderneres, tórtores i gaigs.

## Aspecte general
Té un aspecte força bo i presenta unes dimensions totalment fora de la normalitat a Catalunya (sobretot, tenint en compte la seua latitud). Hi ha indicis de sequera en alguna branca, però globalment s'aprecia un acceptable estat de salut. S'hi observa un gran nombre de solcs i forats a la soca, típics dels individus vells de la seua espècie.

## Accés
Si venim des de Palamós per la carretera C-31, al punt quilomètric 327, hi trobarem el trencall al poble de Vall-llobrega. Seguint la carretera que porta al poble i el travessa, poc després del nucli, agafem el primer trencall a la dreta, i poc després de passar la riera de Vall-llobrega, si anem amb vehicle, aparquem. Continuarem per una petita sendera que duu al Mas de la Riera i al Mas Aliu, però nosaltres no hi hem d'arribar, sinó que hem de resseguir el límit de la propietat del Mas Genesta, on trobarem, metres enllà, una olivereda, amb aquest impressionant exemplar. GPS 31T 0511515 4636821.